# ナガミル
ナガミル（長海松、学名：Codium cylindricum）は、沿岸域に生育する緑藻の一種。
ミルと呼ばれるグループのなかでは比較的大型に生長し、ときに海底を覆いつくすほど繁茂する。

## 分布
本州中部太平洋沿岸から瀬戸内海、九州、八丈島、小笠原、日本海の各所。

## 形態
叉状に枝分かれしながら伸長して、ときに10ｍ以上にも達する。太さは1cm程度と太く、表面にザラザラと小嚢細胞が肉眼視できることが特徴。色は明緑色で、ちぎれやすい。同属のクロミルC. divaricatumに似ているが、分枝部分や小嚢細胞の形で区別できる。

## 生態
波の穏やかな砂地に点在する転石や礫を基盤として生育。藻体は立ち上がらずに海底を這うように生長する。

ナガミルの小嚢のスケッチ（新崎、2002）

海底に繁茂するナガミル